# بانجو گینگا
بانجو گینگا (انگلیسی: Banjō Ginga; ۱۲ نوامبر ۱۹۴۸ – ) صداپیشه، و بازیگر اهل ژاپن بود. وی از سال ۱۹۷۰ میلادی تاکنون مشغول فعالیت بوده‌است.